# بخش ترینتا و ترس
بخش ترینتا و ترس (به لاتین: Treinta y Tres Department) یکی از بخش‌های اروگوئه است. بخش ترینتا و ترس ۴۸٬۱۳۴ نفر جمعیت دارد.